# Tresor
Tresor — один из самых известных берлинских техно-клубов. Впервые открылся в 1991 году по адресу Лейпцигерштрассе 126—128. Вместе с клубом был запущен одноименный звукозаписывающий лейбл — Tresor Records. Сам клуб оказал заметное влияние на развитие и становление техно-сцены в Германии и Европе. В мае 2005 года, из-за сноса здания, клуб был закрыт, и снова открылся в 2007 году в здании старой котельной на Кёпениккерштрассе в Берлине.

## История
В начале 1991 года промоутеры из западноберлинского клуба UFO обнаружили на территории бывшего Восточного Берлина часть здания 1926 года постройки, которое оказалось денежным хранилищем бывшего крупного универмага Wertheim. Подобный антураж понравился промоутерам и натолкнул их на мысль сделать в этом хранилище техно-клуб. Клуб получил название Tresor (от немецкого «сейф»). Впоследствии для многих этот клуб стал идеальным воплощением техно-клуба.
Во время прохождения в Берлине «Лав парада», в этом клубе устраивал свои вечеринки «Tresor-Park» немецкий диджей из Франкфурта-на-Майне Свен Фэт (Sven Väth). В сентябре 1991 года владелец клуба, Димитри Хегеманн, открыл одноименный звукозаписывающий лейбл — Tresor Records.
Первыми диджеями-резидентами клуба стали Tanith, Jonzon, Rok, Roland 128 BPM, Terrible, DJ Clé, Wolle XDP, Dash, Dry, Wimpy, Zky, Djoker Daan и Митя Принс. Клуб довольно быстро стал основной платформой для развития международного техно-движения. Особенно часто в клубе выступали диджеи и группы из Детройта: Джефф Миллз, Хуан Аткинс, Блейк Бакстер, Роберт Худ, Кевин Сондерсон, DJ Rolando и Кенни Ларкин. Благодаря им во многом сформировалась музыкальная политика клуба с очень сильным влиянием детройтского техно. Вместе с этим на это повлияли и некоторые другие музыканты. В частности, Кристиан Фогель, Джоуи Белтрам, Нил Ландструм и Дэйв Таррида.
В середине девяностых возникла идея построить ещё один клуб, Tresor West, на западе страны, в области Рура. Но, по некоторым причинам, этого не произошло.
С середины девяностых, поскольку клуб обладал так называемой «временной арендой», на короткий срок (от нескольких недель до нескольких месяцев) и постоянно её продлевал, начали регулярно возникать слухи о скором закрытии клуба в Берлине. Клуб находился в очень выгодном месте, в районе Потсдамерплац. Последняя вечеринка старого Tresor прошла 16 апреля 2005 года. После чего промоутеры хотели переместить все помещение, вместе с банковскими сейфами в другое место, но это у них не получилось. Здание, в котором когда-то размещался клуб Tresor было снесено и на его месте теперь находится офисное здание.